# Hilario Polo
Hilario Polo (21 de enero de 1925 – 19 de abril de 1982), también conocido como "Polito", fue un golfista profesional guatemalteco de origen español.  
En su trayectoria como golfista amateur, logró numerosos triunfos para Guatemala y el Guatemala Country Club, donde inició su amor por el deporte. El 1º. de junio de  1952 dio el paso al profesionalismo tras recibir el título respaldado por la Asociación de Golfistas Profesionales -PGA por sus siglas en inglés-, de los EE. UU.
Hilario no solo se dedicó a la competencia, también tuvo la oportunidad de enseñar la práctica del golf a cientos de aficionados, así como fomentarlo a nivel nacional. Entre sus intereses también se destacan su pasión por el diseño de varios campos de golf y de otros deportes, así como por la agricultura. 

## Biografía
Hilario Polo, nace el 21 de enero de 1925 en la provincia de Salamanca, España. Debido a la crisis económica en la que se encontraba su país natal, junto con su familia emigra a Guatemala en 1933. Su viaje lo conduce a las facilidades del Guatemala Country Club, donde su padre obtuvo el cargo de administrador. Después de finalizar la primaria, Hilario decide marcharse a El Salvador en 1938, con la meta de completar sus estudios de bachillerato. Seis años después regresa a sus raíces deportivas en el Guatemala Country Club, a integrarse en la administración del mismo. 
Hilario se involucró por primera vez en el juego de golf, fabricando un hierro 7 hecho de varilla de membrillo. Así comenzó su corta carrera como Amateur, en la cual cosechó muchos frutos al haber obtenido varios trofeos. Sus éxitos como amateur lo motivaron para que en 1952 decidiera dar el paso al profesionalismo, título respaldado por las Asociación de Golfistas Profesionales -PGA por sus siglas en inglés-, de EE. UU. Una carrera que también fue prolífica en triunfos obtenidos. 
En su vida profesional Hilario tuvo la satisfacción de enseñar el noble y aristocrático deporte del golf a muchos aficionados, tanto de Guatemala como de otros países.  Asimismo fue el Diseñador de varios campos de Golf, entre ellos: El Campo de "Chulamar", el de la Finca "El Salto", el de "Exmibal" en el Estor, y otros.  Fue además aficionado a otros Deportes y a la Agricultura; obtuvo el Primer Lugar en la Vuelta Ciclística que se corrió en el Hipódromo del Norte en 1945 y también obtuvo significativos premios jugando Ping-Pong en El Salvador, cuando estudió el Bachillerato.  En lo que respecta a la Agricultura, obtuvo el Título de Honorary Commissioner of Agriculture, que le otorgó la Asociación "Commonwealth of Kentucky" el 11 de noviembre de 1977, en el Aniversario de dicha Asociación.
El lema de Hilario Polo, hasta el 19 de abril de 1982, fue el de poner en alto: el nombre de Guatemala, del Guatemala Country Club, que fue su vida; así como poner alma y corazón en todo lo que hacía. Estuvo casado con Rita Victoria Cossich Márquez con quien contrajo nupcias el 8 de marzo de 1952 en la ciudad de Guatemala.

## Palmarés

### Carrera Amateur
- Primer Lugar en el Campeonato del Guatemala Country Club durante los años de 1945 a 1951.
- Primer Lugar en el Campeonato de Centro América y Panamá durante los años 1946, 1947, 1948, 1950 y 1951 y subcampeón en 1949.
- Primer Lugar en el Campeonato Abierto del Estado de Louisiana (EE. UU.) en  el año 1950. En este torneo lo calificaron de "Long Driver".
- Primer Lugar en el Campeonato Nacional de Guatemala durante los años de 1950 y 1951.
- Medallista de oro individual para Guatemala en los VI Juegos Olímpicos Centroamericanos y del Caribe celebrados Guatemala en el año 1950.
- Medallista de oro en parejas para Guatemala en los VI Juegos Olímpicos Centroamericanos y del Caribe celebrados en Guatemala en el año 1950.
- Segundo Lugar en el Campeonato Panamericano celebrado en México en el año 1952.

### Carrera profesional
- Primer Lugar en el Campeonato de Centroamérica y Panamá, Categoría de Profesionales, durante los años de 1952 a 1956.
- Segundo Lugar en el Campeonato de Barranquilla, Colombia en los años 1955 y 1957.
- Tercer Lugar en el Campeonato de Venezuela en el año 1957.
- Primer Lugar en el Torneo Pro-Amateur del Campeonato Mundial de Golf en México en el año 1967.
- Primer Lugar en el Torneo Inter-Clubs Centroamérica y Panamá, Categoría de Profesionales, en 1967.
- Participación en el Campeonato Mundial de Golf en los años 1967, 1973, 1974, 1976, 1977, 1978, 1979 y 1980.

## Récords

### Récords impuestos en el Guatemala Country Club
- 19 de marzo de 1946 (34+31) = 65
- 30 de agosto de 1946 (34+32) = 66
- 19 de enero de 1947 (36+31) = 67
- 6 de febrero de 1947 (32+35) = 67
- 14 de febrero de 1948 (36+29) = 65
- 20 de mayo de 1948 (32+31) = 63
- 20 de marzo de 1949 (32+33) = 65
- 24 de septiembre de 1950 Hole in One en el Hoyo No. 14
- 28 de febrero de 1950 Hole in One el Hoyo No. 12
- 28 de abril de 1951 30 en la Primero Vuelta
- 2 de diciembre de 1951 (33+28) = 61
- 23 de diciembre de 1951 (32+29) = 61
- 26 de marzo de 1953 (31+30) = 61
- 9 de abril de 1953 (34+28) 62
- 26 de noviembre de 1954 (31+30) =61
- 26 de diciembre de 1954 (30+30) = 60, 12 tiros bajo par
- 14 de marzo de 1957 (31+30) = 61
- 16 de marzo de 1957 29 en la Segunda Vuelta
- 5 de mayo de 1957 28 en la Primera Vuelta
- 7 de junio de 1980 Hole in One en el Hoyo No. 3
- 13 de febrero de 1982 (34+34)= 68
- 20 de febrero de 1982 (34+33)= 67

### Récords impuestos en el Antiguo Mayan Golf Club
- 1951 = 64